# Ném bom chiến thuật

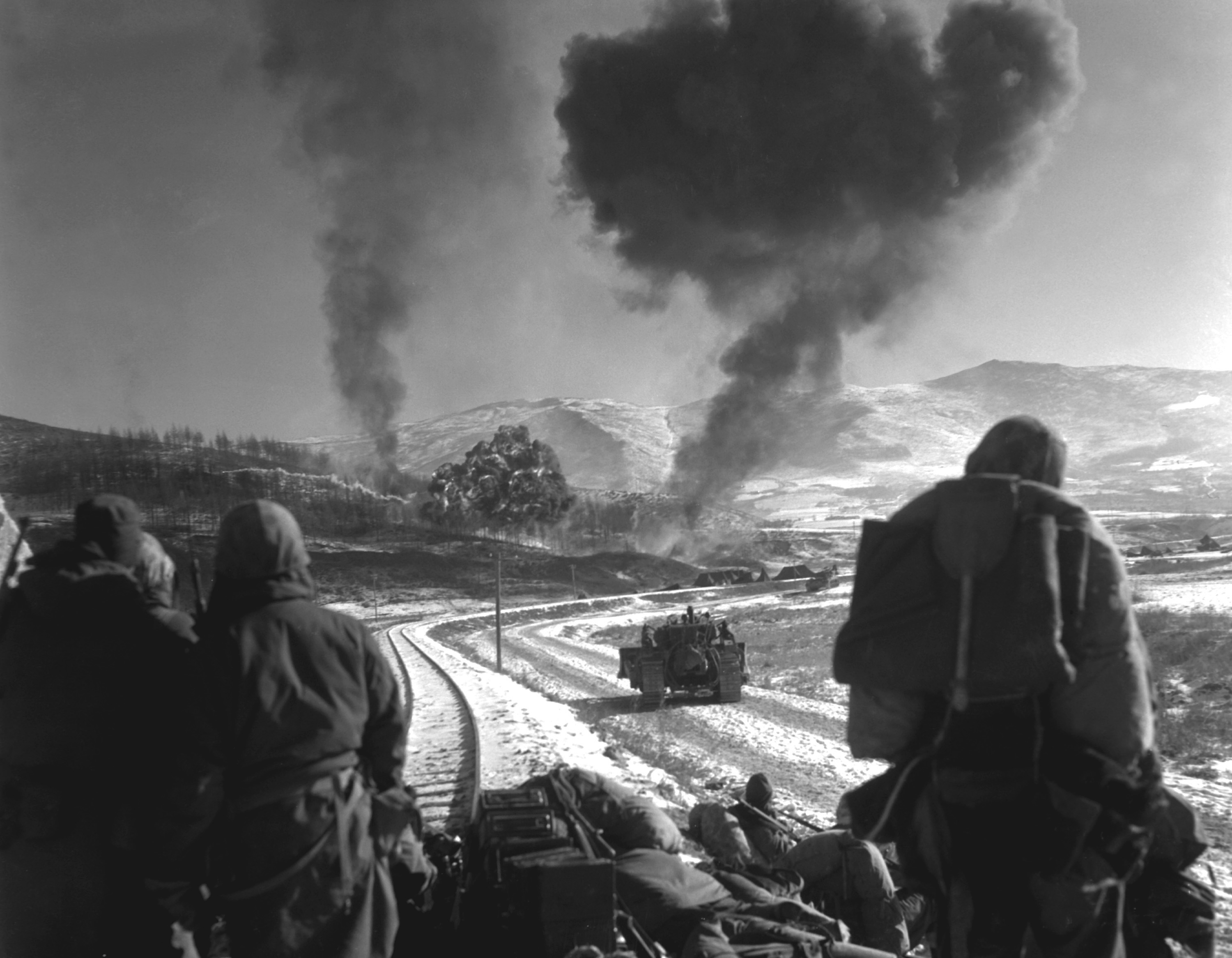
Thủy quân lục chiến Hoa Kỳ theo dõi vụ nổ bom do những chiếc F4U Corsairs của Thủy quân lục chiến ném xuống trong Trận Chosin Reservoir, Hàn Quốc, vào tháng 12 năm 1950.

Ném bom chiến thuật là hình thức không kích sử dụng máy bay tấn công các lực lượng mặt đất và khí tài quân sự của đối phương trong vùng chiến sự. Hình thức này đối lập với ném bom chiến lược – tấn công thành phố, cơ sở công nghiệp của đối phương nhằm làm suy yếu khả năng tiến hành chiến tranh.
Ném bom chiến thuật ra đời từ Thế chiến thứ nhất khi các phi công ném những quả bom nhỏ từ buồng lái xuống đội hình địch phía dưới. Đến Thế chiến thứ hai, đã có các máy bay được chuyên biệt hóa để thực hiện nhiệm vụ tấn công trên chiến trường song chủ yếu vẫn là những máy bay tấn công mặt đất hoặc máy bay ném-bom chiến đấu. Ví dụ, trong Chiến tranh Triều Tiên, các phi vụ chiến thuật được thực hiện bởi các máy bay chiến đấu có từ Thế chiến thứ hai như máy bay F4U Corsair. Trong Chiến tranh Việt Nam, các nhiệm vụ ném bom chiến thuật được định hướng bởi máy bay đi trước xác định mục tiêu (tiếng Anh: forward air controller – FAC). Các máy bay này nhỏ, định vị mục tiêu bằng cách ném vật phát khói xuống vị trí cần tấn công, thường là có sự phối hợp với bộ binh tại chiến trường. Các máy bay ném bom bay phía sau sẽ tới không kích mục tiêu.
Ngày nay, các vũ khí chính xác hay "bom thông minh" có thể tiếp cận mục tiêu với độ chính xác rất cao.
Có hai vai trò cơ bản của nhiệm vụ ném bom chiến thuật:
- Không quân yểm trợ các lực lượng mặt đất, hoạt động theo sự dẫn đường, giúp đỡ của các lực lượng mặt đất.
- Sử dụng không quân để ngăn chặn tiếp tế; nhiệm vụ này không có sự liên lạc cũng như hiệp đồng với các lực lượng chiến đấu mặt đất.